# Microdonia kansana
Microdonia kansana är en skalbaggsart som beskrevs av Charles Hamilton Seevers 1959. Microdonia kansana ingår i släktet Microdonia och familjen kortvingar. Inga underarter finns listade i Catalogue of Life.